# Óscar Maúrtua

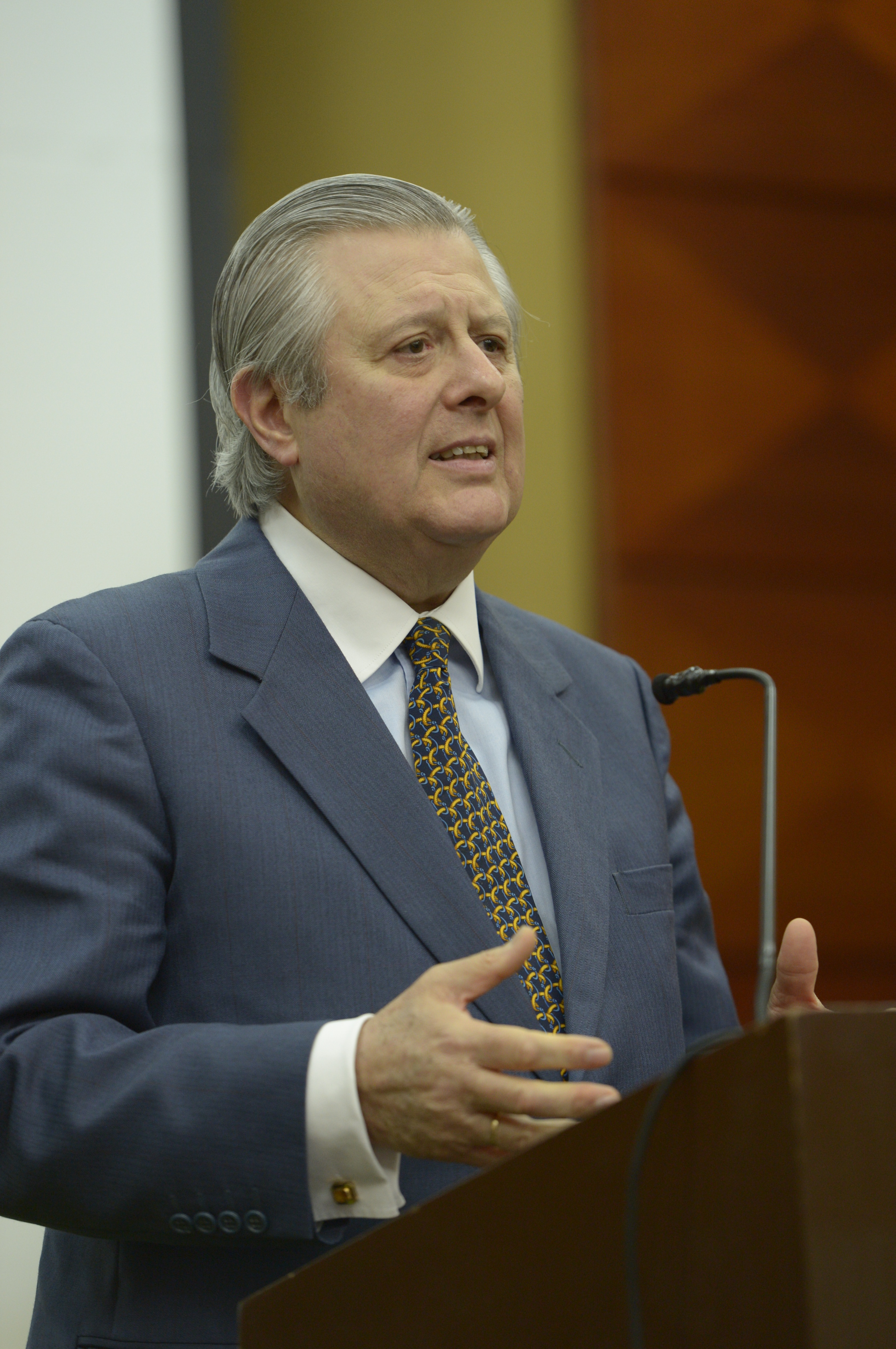
Óscar Maúrtua, 2016

Óscar José Ricardo Maúrtua de Romaña (* 7. Februar 1947 in Lima) ist ein peruanischer Rechtsanwalt, Diplomat und Politiker. Vom 20. August 2021 bis zum 31. Januar 2022 war er peruanischer Außenminister unter Pedro Castillo (siehe Kabinett Castillo); er hatte dieses Amt auch von 2005 bis 2006 im letzten Amtsjahr des Präsidenten Alejandro Toledo inne.

## Leben
Óscar Maúrtua wurde 1947 als Sohn des Chirurgen Óscar Maúrtua Moyano und dessen Ehefrau Juana de Romaña y García in Lima geboren. Seine Mutter entstammte einer Familie, in der es viele Politiker, Ärzte, Juristen und Diplomaten gab. Maúrtua ging an die Jesuitenschule „der Unbefleckten“ (Colegio La Inmaculada) im Distrikt Santiago de Surco von Lima, die von Söhnen der Oberklasse besucht wurde. Er studierte dann an der Pontificia Universidad Católica del Perú (PUCP) in Lima und erzielte seine Lizenziatur in Geisteswissenschaften mit einer Arbeit, die 1969 mit dem Nationalen Kulturpreis Perus (Premio Nacional de Cultura) ausgezeichnet wurde. Danach studierte er an der Universidad Nacional Mayor de San Marcos (UNMSM) in Lima Rechtswissenschaften und wurde 1971 Rechtsanwalt.
1965 wurde Maúrtua in den Dienst des peruanischen Außenministeriums aufgenommen. 1966 wurde er zur Zeit der Gründung der Andengemeinschaft Sekretär des Vizepräsidenten Fernando Schwalb López-Aldana in der Regierungszeit des Präsidenten Fernando Belaúnde Terry und ging ab 1967 an die Diplomatische Akademie Perus (Academia Diplomática del Perú), wo er Lizenziat für Internationale Beziehungen wurde. 1969 ging der in den diplomatischen Dienst Perus und absolvierte dabei postgraduelle Studien an der Universität Oxford, der Johns-Hopkins-Universität in Baltimore (Maryland/USA) und dem Interamerikanischen Rechtskomitee der Organisation Amerikanischer Staaten (OAS).
Ab 1970 war er an der peruanischen Botschaft in den USA beschäftigt. Von 1980 bis 1985 war er Generalsekretär der Präsidentschaft der Republik Peru unter der zweiten Regierung von Fernando Belaúnde Terry. Er war peruanischer Botschafter in Kanada (1985–1988), Bolivien (1988–1993), Thailand, Vietnam und Laos (1995–1999) sowie Ecuador (1999–2002).
Maúrtua wurde unter dem Präsidenten Alejandro Toledo am 16. August 2005 zum Außenminister ernannt, nachdem das Kabinett des Premierministers Carlos Ferrero Costa und damit auch der nur fünf Tage im Amt befindliche Außenminister Fernando Olivera aus dem Amt geschieden waren. Er blieb Außenminister bis zum Ende der Amtszeit Toledos und seines Premierministers Pedro Pablo Kuczynski.
Maúrtua war in Mexiko Wahlbeobachter sowohl am 1. Juli 2012 bei den Bundeswahlen 2012 als auch am 1. Juli 2018 bei den Bundeswahlen 2018. 2018 wurde er Magister in Öffentlicher Verwaltung an der Universidad Tecnológica del Perú (UTP).
Am 20. August 2021 wurde Maúrtua vom Präsidenten Pedro Castillo in der kurzen Amtszeit des Ministerpräsidenten Guido Bellido abermals zum Außenminister ernannt, nachdem der linke Außenminister Héctor Béjar nach Äußerungen über die Verantwortung staatlicher Institutionen für den bewaffneten Konflikt in Peru auf massiven Druck hin seinen Rücktritt eingereicht hatte. Der Austausch des linken Béjar durch den liberalen Maúrtua löste starke Kritik aus der Regierungspartei Perú Libre aus, darunter vom Generalsekretär Vladimir Cerrón und vom Ministerpräsidenten Guido Bellido. Am 29. September 2021 warf die Kongress-Fraktion von Perú Libre Maúrtua vor, gegenüber dem Parlamentsausschuss für Außenbeziehungen die Position der Regierung in Hinblick auf Verteidigung der Regierung Venezuelas nicht hinreichend vertreten zu haben, und forderte seinen Rücktritt. Nachdem jedoch Guido Bellido am 6. Oktober 2021 selbst auf Bitte des Präsidenten Castillo hin zurückgetreten und durch Mirtha Vásquez ersetzt worden war, gehörte Maúrtua zu den Ministern, die weiterhin in ihrem Amt blieben, als Teil einer Umkehr der Regierungspolitik Castillos weg von einem linken Kurs hin zur politischen Mitte.

## Veröffentlichungen
- El Mariscal Andres de Santa Cruz y el encuentro de dos mundos. 1992.
- Derecho Internacional y Política Exterior. 1995.
- Una visión latinoamericana del Asia Pacifico. 1999.
- Las nuevas relaciones bilaterales Perú-Ecuador. Quito, 2000.
- Perú y Ecuador: Socios en el siglo XXI. Quito, 2001.
- Memoria Institucional del Ministerio de Relaciones Exteriores del Perú (agosto de 2005 – julio de 2006). 2006.
- Apuntes sobre la Agenda Interamericana. México, 2010.
- Bitácora Interamericana. 2012.
- Chaumette des Fossés y el inicio de las Relaciones Franco-Peruanas (1826–1827). 2014.
- Impacto de las Migraciones Internacionales en el Desarrollo del Perú (Editor). Lima 2017, pp. 253.
- Enfoques sobre la Corrupción en el Perú (Editor). Lima 2018, pp. 238.
- Derecho Internacional Público (2020). Obra Colectiva.